# Lasthenia van Mantinea
Lasthenia (of Lastheneia) van Mantinea was een van Plato's vrouwelijke studenten. Ze werd geboren in Mantinea, een historische stad in het Griekse Arcadië, op het schiereiland Peloponnesos. Ze studeerde aan de Akademeia van Plato, waar ze gekleed was als een man. Na Plato's dood vervolgde ze haar studies bij Speusippos, een neef van Plato. Sommige bronnen vermelden dat Lasthenia en Speusippos een relatie hadden. 
Op een papyrusvel uit Oxyrhynchus wordt melding gemaakt van een vrouw die studeerde bij Plato, Speusippos en later bij Menedemus van Eretria. Het gaat hier ofwel om Lasthenia, ofwel om Axiothea van Phlius. 